# 오르타쾨이

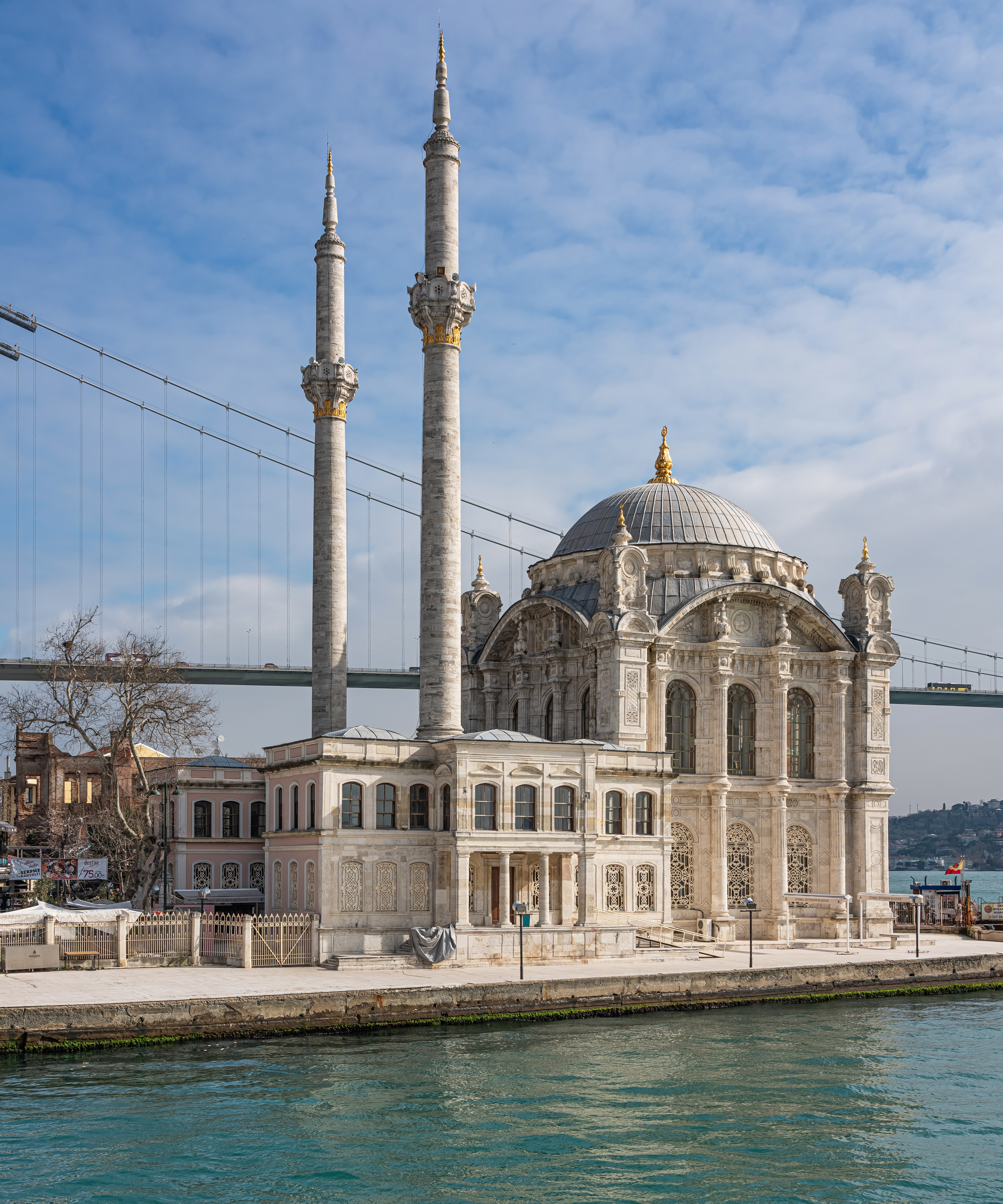

오르타쾨이(튀르키예어: Ortaköy)는 터키 이스탄불 베식타시의 한 지역이다. 이스탄불에서 유럽 측에 있으며, 보스포러스 해협에 면한다. 오르타쾨이 모스크가 있는 곳으로 잘 알려져 있다.